# Kübassaare poolsaar
Kübassaare poolsaar (poolsaar = Halbinsel) ist eine Halbinsel in der Landgemeinde Saaremaa im Kreis Saare auf der größten estnischen Insel Saaremaa. Die Halbinsel bildet die Grenze zwischen den Buchten Udriku laht und Arjulaht und der Ostsee. Die Halbinsel befindet sich im Kahtla-Kübassaare hoiuala. Die Halbinsel bildet den äußeren Osten von Saaremaa. Von den Halbinsel geht die Täkksaare poolsaar ab. Das Ende bildet die Halbinsel Saarmiku säär. Südlich der Halbinsel liegt die Insel Udriku laid.
Auf der Halbinsel liegt das Dorf (küla) Kübassaare. Die Halbinsel ist sechs Kilometer lang und 1,3 Kilometer breit.